# 鐃

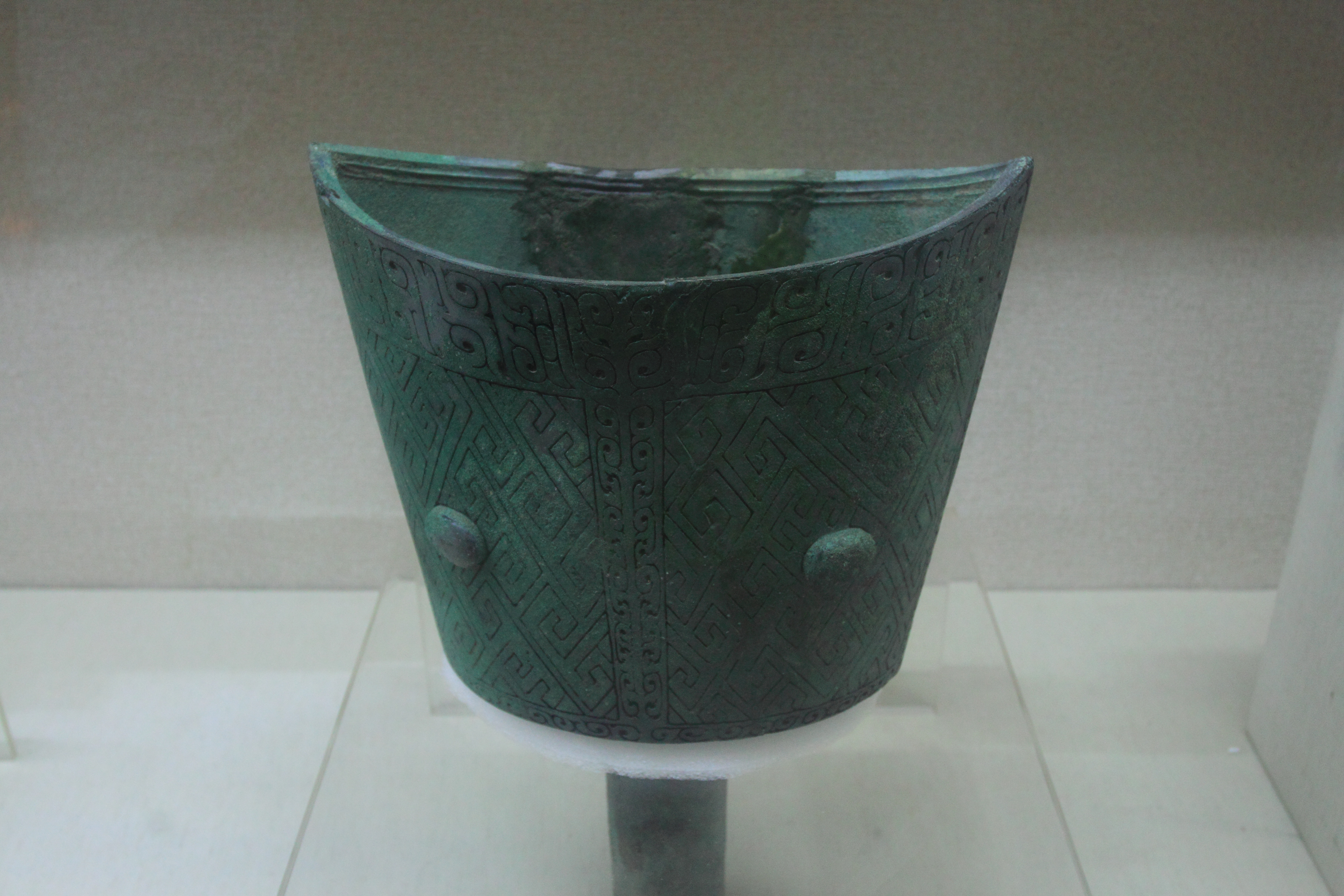
勾连雷纹青铜铙，商代，江西新干大洋洲出土

鐃，是中國古代的一種金屬撞擊樂器。用在軍中，作用是給出停止擊鼓的指令。《周禮·地官·鼓人》：“以金鐃止鼓”。鐃的形狀類似於鈴，但體型較大，口呈弧形。體闊大於體高，直立倒置，下有執柄，持槌敲擊發聲。
按《說文解字》，鐃其實是一種小鉦，行於殷商，為早期樂器。殷墟婦好墓出土五件成一組合，是為燕饗祭祀之用禮器。

## 延伸阅读
[在维基数据编辑]
 《欽定古今圖書集成·經濟彙編·樂律典·鐃部》，出自陈梦雷《古今圖書集成》